# Dekanat Ropczyce
Dekanat Ropczyce – dekanat diecezji rzeszowskiej składający się z 6 parafii:
- Ropczyce, pw. Przemienienia Pańskiego,
- Ropczyce, pw. św. Barbary,
- Ropczyce, pw. św. Anny,
- Ropczyce, pw. Świętej Rodziny,
- Ropczyce, pw. św. Urszuli Ledóchowskiej,
- Ropczyce, pw. św. Michała Archanioła.